# Горня Тежка Вода
Горня Тежка Вода (словен. Gornja Težka Voda) — поселення в общині Ново Место, регіон Південно-Східна Словенія, Словенія. Висота над рівнем моря: 285,8 м.